# Pirámide de Maslow

Pirámide de Maslow: jerarquía de necesidades.

La pirámide de Maslow, o jerarquía de las necesidades humanas, es una teoría psicológica propuesta por Abraham Maslow en su obra Una teoría sobre la motivación humana (en inglés, A Theory of Human Motivation) de 1943, que posteriormente amplió. Obtuvo una importante notoriedad, no solo en el campo de la psicología sino en el ámbito empresarial, del marketing y la publicidad. Maslow formula en su teoría una jerarquía de necesidades humanas y defiende que conforme se satisfacen las necesidades más básicas (parte inferior de la pirámide), los seres humanos desarrollan necesidades y deseos más elevados (parte superior de la pirámide).

## Jerarquía de necesidades
La escala de las necesidades se describe como una pirámide de cinco niveles: los cuatro primeros niveles pueden ser agrupados como «necesidades de déficit» (deficit needs o D-needs), mientras que el nivel superior  es denominado «autorrealización», «motivación de crecimiento», o «necesidad de ser» (being needs o B-needs).
La idea básica es: solo se atienden necesidades superiores cuando se han satisfecho las necesidades inferiores, es decir, todos aspiran a satisfacer necesidades superiores. Las fuerzas de crecimiento dan lugar a un movimiento ascendente en la jerarquía, mientras que las fuerzas regresivas empujan las necesidades prepotentes hacia abajo en la jerarquía. Según la pirámide de Maslow se dispone de:

### Necesidades básicas
Son necesidades fisiológicas básicas para mantener la homeostasis (referentes a la supervivencia):
- necesidad de respirar, beber agua (hidratación), comer (alimentación)
- necesidad de dormir (descansar), eliminar los desechos corporales (orinar y defecar)
- necesidad de evitar el dolor
- necesidad de mantener la temperatura corporal (en un ambiente cálido o con vestimenta)
- necesidad de tener relaciones sexuales (reproducción)

### Necesidades de seguridad y protección
Surgen cuando las necesidades fisiológicas están satisfechas. Se refieren a sentirse seguro y protegido:
- seguridad física (asegurar la integridad del propio cuerpo) y de salud (asegurar el buen funcionamiento del cuerpo)
- necesidad de seguridad de recursos (casa, dinero, automóvil, etcétera)
- necesidad de vivienda (protección).

### Necesidades sociales (afiliación)
Son las relacionadas con nuestra naturaleza social:
- función de relación (amistad, pareja, colegas o familia);
- aceptación social.

### Necesidades de estima (reconocimiento)
Maslow describió dos tipos de necesidades de estima, una alta y otra baja:
- la estima alta concierne a la necesidad del respeto a uno mismo, e incluye sentimientos tales como confianza, competencia, maestría, logros, independencia y libertad;
- la estima baja concierne al respeto de las demás personas: la necesidad de atención, aprecio, reconocimiento, reputación, estatus, dignidad, fama, gloria e incluso dominio.

La merma de estas necesidades se refleja en una baja autoestima e ideas de inferioridad.
El tener satisfecha esta necesidad apoya el sentido de vida y la valoración como individuo y profesional, que tranquilamente puede escalonar y avanzar hacia la necesidad de la autorrealización.
La necesidad de autoestima es la necesidad del equilibrio en el ser humano, dado que se constituye en el pilar fundamental para que el individuo se convierta en la persona de éxito que siempre ha soñado o en un ser humano abocado hacia el fracaso, el cual no puede lograr nada por sus propios medios.

### Autorrealización
Este último nivel es algo diferente y Maslow utilizó varios términos para denominarlo: «motivación de crecimiento», «necesidad de ser» y «autorrealización». 
Es la necesidad psicológica más elevada del ser humano, se halla en la cima de las jerarquías y es a través de su satisfacción que se encuentra una justificación o un sentido válido a la vida mediante el desarrollo potencial de una actividad. Se llega a esta cuando todos los niveles anteriores han sido alcanzados y completados, o al menos, hasta cierto punto.

#### Personas autorrealizadas
Maslow consideró autorrealizados a un grupo de personajes históricos que estimaba cumplían dichos criterios: Abraham Lincoln, Thomas Jefferson, Mahatma Gandhi, Albert Einstein, Eleanor Roosevelt, William James, entre otros.
Maslow dedujo de sus biografías, escritos y actividades una serie de cualidades similares. Estimaba que eran personas:
- centradas en la realidad, que sabían diferenciar lo falso o ficticio de lo real y genuino;
- centradas en los problemas, que los enfrentan en virtud de sus soluciones;
- con una percepción diferente de los medios y los fines.

En sus relaciones con los demás, eran personas:
- con necesidad de privacidad, sintiéndose cómodos en esta situación;
- independientes de la cultura y el entorno dominante, basándose más en experiencias y juicios propios;
- resistentes a la enculturación, pues no eran susceptibles a la presión social; eran inconformistas;
- con sentido del humor no hostil, prefiriendo bromas de sí mismos o de la condición humana;
- buena aceptación de sí mismos y de los demás, tal como eran, no pretenciosos ni artificiales;
- frescura en la apreciación, creativos, inventivos y originales;
- con tendencia a vivir con más intensidad las experiencias que el resto de la humanidad.

## Metanecesidades y metapatologías
Maslow también aborda de otra forma la problemática de lo que es la autorrealización, hablando de las necesidades impulsivas, y comenta lo que se necesitaba para ser feliz: verdad, bondad, belleza, unidad, integridad y trascendencia de los opuestos, vitalidad, singularidad, perfección y necesidad, realización, justicia y orden, simplicidad, riqueza ambiental, fortaleza, sentido lúdico, autosuficiencia y búsqueda de lo significativo.
Cuando no se colman las necesidades de autorrealización, surgen las metapatologías, cuya lista es complementaria y tan extensa como la de metanecesidades. Aflora entonces cierto grado de cinismo, los disgustos, la depresión, la invalidez emocional y la alienación.

## Características generales de la teoría de Maslow
- Solo las necesidades no satisfechas influyen en el comportamiento de todas las personas, pues la necesidad satisfecha no genera comportamiento alguno.
- Las necesidades fisiológicas nacen con la persona, el resto de las necesidades surgen con el transcurso del tiempo.
- A medida que la persona logra controlar sus necesidades básicas aparecen gradualmente necesidades de orden superior; no todos los individuos sienten necesidades de autorrealización, debido a que es una conquista individual.
- Las necesidades más elevadas no surgen en la medida en que las más bajas van siendo satisfechas. Pueden ser concomitantes pero las básicas predominarán sobre las superiores.
- Las necesidades básicas requieren para su satisfacción un ciclo motivador relativamente corto, en contraposición, las necesidades superiores requieren de un ciclo más largo.

### Ciclo de proceso
Maslow definió en su pirámide las necesidades básicas del individuo de una manera jerárquica, colocando las necesidades más básicas o simples en la base de la pirámide y las más relevantes o fundamentales en la cima de la misma; a medida que las necesidades van siendo satisfechas o logradas surgen otras de un nivel superior o mejor. En la última fase se encuentra la «autorrealización», que no es más que un nivel de plena felicidad o armonía.

## Críticas
Acorde con Manfred Max Neef y Martin Hopenhayn en el libro Desarrollo a escala humana (1986), y también con Paul Ekins en Riquezas sin límites, Atlas Gaia de la economía verde, a esta concepción de Maslow se le atribuye la legitimación de la piramidalidad social. Si las necesidades están jerarquizadas y son infinitas, la sociedad se configurará también jerárquicamente donde sólo la cúspide accede a más y a más a costa de mantener abajo a una base cuanto más amplia y desposeída más conveniente. Esto se contrapone a la visión del Desarrollo a Escala humana, donde se esgrime que las necesidades son pocas, finitas, clasificables y universales. Forman un sistema de nueve necesidades con cuatro formas de realización: subsistencia, protección, afecto, comprensión, participación, creación, recreo, identidad y libertad, mediante el ser, el tener, el hacer y el relacionarse. El Desarrollo a Escala Humana desafía la idea de la economía clásica, de que las necesidades humanas son infinitas. Plantea la diferencia entre necesidades y satisfactores, que son los medios para satisfacerlas. Estos varían de acuerdo con la persona y en cada cultura.
Mahmoud A. Wahba y Lawrence G. Bridwell realizaron en Maslow Reconsidered: A Review of Research on the Need Hierarchy Theory (1976) una revisión extensa de la teoría de Maslow y encontraron escasas evidencias de que este orden de necesidades de Maslow fuese así o de que existiera realmente jerarquía alguna.